# Kalipso (mitologija)
Kalipso (grč. Καλυψώ, Kalupsố), u grčkoj mitologiji nimfa i Odisejeva ljubavnica. Ona je Najada, Okeanida (Okeanova i Tetijina kći) ili Nereida (Nerejeva kći).

## Etimologija
Kalipsino ime dolazi od grčke riječi καλυπτω, kalyptô = "prikriti". Dakle, Kalipso je "ona koja prikriva".

## Mitologija
Odiseja je, nakon brodoloma, more izbacilo na otok Ogigiju gdje je živjela nimfa Kalipso, Atlantova kći. Bili su ljubavnici sedam godina i nije ga pustila da ode, obećavši mu besmrtnost ako ostane. Odiseja je jako privlačila po noći, ali je po danu plakao za svojim domom i obitelji.
Nakon sedam godina, bogovi su odlučili da je vrijeme da ga Kalipso pusti. Zeus je, na Ateninu intervenciju, poslao Hermesa da to kaže nimfi. Odisej je potom otišao na splavi opskrbljenoj hranom, vodom i vinom.
Poslije homerski izvori govore da mu je rodila sina Nauzinoja.
Neki izvori kažu i da je umrla od tuge pošto je Odisej napustio otok.

## U popularnoj kulturi
- U Disneyevom filmskom serijalu Pirati s Kariba, Kalipso je prikazana kao morska božica zatočena u ljudskom tijelu s imenom Tia Dalma.

## Vanjske poveznice
- Kalipso u klasičnoj literaturi i umjetnosti (engl.)
- Kalipso u grčkoj mitologiji (engl.)